# Gerd Nienstedt

Gerd Nienstedt bei einer Probe 1987 (Foto: Sebastian Faust)

Gerd Nienstedt (* 10. Juli 1932 in Hannover; † 14. August 1993 in Wien) war ein deutsch-österreichischer Opernsänger (Bass/Bassbariton). Er arbeitete darüber hinaus auch als Theaterintendant, Regisseur und Professor für Gesang am Konservatorium der Stadt Wien.

## Leben

### Sänger
Nach dem Gesangsstudium bei Otto Köhler in Hannover an der Opernschule der Akademie für Musik und Theater (heute:  Hochschule für Musik, Theater und Medien Hannover)  ging er 1954 als junger 1. Bassist ans Stadttheater Bremerhaven, wo er als König Heinrich im Lohengrin debütierte. Seine Karriere führte ihn über Engagements in Gelsenkirchen (1955–1959), am Staatstheater Wiesbaden (1959–1961) und an der Oper Köln (1961–1972) im Jahre 1962 nach Bayreuth.
Als Mitglied des Ensembles der Richard-Wagner-Festspiele in Bayreuth war er 15 Jahre lang (1962–1976) tätig. Er sang in dieser Zeit 14 verschiedene Partien, darunter den Klingsor, Gunther in Götterdämmerung, Donner, Hunding und Kothner. 1965 gehörte er an der Kölner Oper zum Uraufführungsensemble von Bernd Alois Zimmermanns Oper Die Soldaten, in der er den Haudy sang.
Von 1964 bis 1973 war er Ensemblemitglied der Wiener Staatsoper. In der Zeit bis 1976 wurden ihm die österreichische Staatsbürgerschaft und der Titel Kammersänger verliehen. Gerd Nienstedt starb an den Folgen einer Operation in Wien.
Er wurde als Gast an allen wesentlichen Opernhäusern der Welt engagiert: Er sang von 1964 bis 1983 am Théâtre de la Monnaie in Brüssel; dort trat er unter anderem als Orest, Rocco, Hagen, Gurnemanz und Hunding auf. Weitere Engagements hatte er 1968 an der Bayerischen Staatsoper als König Wladislaw in Dalibor (Dirigent: Rafael Kubelík), 1970 an der Mailänder Scala, sowie 1977 und 1978 bei den Salzburger Festspielen.
1979 sang er in der  Uraufführung der dreiaktigen Fassung der Oper Lulu von Alban Berg Lulu an der Pariser Oper die Rolle Tierbändiger und Rodrigo. (Regie: Patrice Chéreau, Dirigent: Pierre Boulez). 1987 war er in der Royal Albert Hall, London Solist in den Gurre-Liedern von Arnold Schönberg unter der Leitung von Pierre Boulez.

### Intendant und Regisseur
- 1972–1975: Theater Bielefeld, Chefdisponent und stellvertretender Intendant
- 1975: Hessisches Staatstheater Wiesbaden, Chefdisponent und stellvertretender Intendant
- 1981–1985: Intendant des Städtebundtheaters Hof
- 1982–1988: Intendant und künstlerischer Leiter der Eutiner Festspiele
- 1985–1987: Intendant des Landestheaters Detmold

### Lehrtätigkeit
- Opernklasse am Peter-Cornelius-Konservatorium der Stadt Mainz
- Lehrauftrag für szenischen Unterricht in der Opernklasse an der Nordwestdeutschen Musikakademie Detmold (seit 1987 Hochschule für Musik Detmold)
- Professor am Konservatorium der Stadt Wien

## Tonträger
Gerd Nienstedt ist u. a. auf folgenden CDs zu hören:
- Alban Berg – Lulu: Orchestre de l’Opéra de Paris dirigiert von Pierre Boulez (1979) (Rodrigo) (auch DVD)
- Gustav Mahler – Das Klagende Lied: London Symphony Orchestra dirigiert von Pierre Boulez (1970)
- W.A. Mozart – Requiem: BBC Symphony Orchestra dirigiert von Colin Davis (1967)
- Giuseppe Verdi – Rigoletto: Orchester der Wiener Staatsoper dirigiert von Carlo Franci (1970) (Monterone)
- Richard Wagner – Die Meistersinger von Nürnberg: Orchester der Festspiele Bayreuth dirigiert von Silvio Varviso (1974) (Kothner)
- Richard Wagner – Die Meistersinger von Nürnberg: Wiener Philharmoniker dirigiert von Georg Solti (1975) (Kothner)
- Richard Wagner – Tannhäuser: Orchester der Festspiele Bayreuth dirigiert von Wolfgang Sawallisch (1962) (Reinmar)
- Richard Wagner – Tannhäuser: Orchester der Festspiele Bayreuth dirigiert von Otmar Suitner (1964) (Reinmar)
- Richard Wagner – Tannhäuser: Orchester der Festspiele Bayreuth dirigiert von Carl Melles (1966) (Biterolf)
- Richard Wagner – Das Rheingold: Orchester der Festspiele Bayreuth dirigiert von Karl Böhm, (1966) (Donner)
- Richard Wagner – Die Walküre: Orchester der Festspiele Bayreuth dirigiert von Karl Böhm, (1967) (Hunding)
- Richard Wagner – Tristan und Isolde: Orchester der Festspiele Bayreuth dirigiert von Karl Böhm (1966) (Steuermann)
- Richard Wagner – Parsifal: Orchester der Festspiele Bayreuth dirigiert von Hans Knappertsbusch (1964) (2. Gralsritter)
- Richard Wagner – Lohengrin: Orchester des Bayerischen Rundfunks dirigiert von Rafael Kubelík (1971) (Heerrufer)
- Richard Wagner – Das Rheingold:  Gürzenich-Orchester dirigiert von Wolfgang Sawallisch (1962) (Fasolt)
- Bernd Alois Zimmermann – Die Soldaten: Gürzenich-Orchester dirigiert von Michael Gielen (1965) (Haudy), Wergo 66982, mono

| Personendaten    | Personendaten                                           |
| ---------------- | ------------------------------------------------------- |
| NAME             | Nienstedt, Gerd                                         |
| KURZBESCHREIBUNG | deutsch-österreichischer Opernsänger (Bass/Bassbariton) |
| GEBURTSDATUM     | 10. Juli 1932                                           |
| GEBURTSORT       | Hannover                                                |
| STERBEDATUM      | 14. August 1993                                         |
| STERBEORT        | Wien                                                    |